# El Pla de Sant Miquel (Sant Miquel Sesperxes)
El Pla de Sant Miquel és una plana del terme municipal de Sant Martí de Centelles, a la comarca d'Osona. És en territori del poble de Sant Miquel Sesperxes.
Està situat al costat sud-est del petit nucli de la parròquia rural de Sant Miquel Sesperxes, a migdia de Can Farigola. Situat al nord-est del Collet de Can Borla, conté les masies de Can Benetó, Can Borla, Can Borla Petit i Cal Moles